# Hatten eller Trollkarlens melodier
Hatten eller Trollkarlens melodier var en TV-show som sändes den 12 januari 1963. För manus och regi stod Hasse Ekman. Det drygt 50 minuter långa programmet innehöll musiknummer med artister som Siw Malmkvist, Lasse Lönndahl, Per Grundén, Gösta Bernhard, Charlie Norman, Brita Borg, Roffe Berg, Hasse Burman och Tutta Rolf, ackompanjerade av Bengt Hallbergs orkester och kör. Medverkar gör också Sven Lindberg och Björn Gustafson samt medlemmar ur Oscarsteaterns balett. Koreografin gjordes av Jackie Söderman. 
Programmet repriserades i TV2 den 10 september 1985, på Hasse Ekmans 70-årsdag. 